# Port lotniczy Kärdla
Port lotniczy Kärdla – lotnisko znajdujące się ok. 7 kilometrów od centrum Kärdli, na wyspie Hiuma. Piąty co do wielkości port lotniczy Estonii. Otwarty w 1963. Obsługuje połączenia krajowe.

## Linie lotnicze i połączenia
| Linia lotnicza              | Kierunek   |
| --------------------------- | ---------- |
| Transaviabaltika            | 1. Tallinn |
| Razem: 1 kierunek w 1 kraju |            |